# Cristóbal Ortega
Pour les articles homonymes, voir Ortega.
Ortega  Martínez est un nom espagnol. Le premier nom de famille, en général paternel, est Ortega ; le second, en général maternel, souvent omis, est Martínez.
Cristóbal Ortega, né le 25 juillet 1956 à Mexico (Mexique) et mort le 2 janvier 2025, est un footballeur mexicain qui joue au poste de milieu de terrain au Club América ainsi qu'en équipe du Mexique entre 1975 et 1991. Il s’est ensuite reconverti entraîneur.
Ortega marque quatre buts lors de ses vingt-quatre sélections avec l'équipe du Mexique entre 1977 et 1986. Il participe à la coupe du monde en 1978 et 1986 avec l'équipe du Mexique.

## Carrière
- 1975-1991 : Club América [4]

## Palmarès

### En équipe nationale
- 24 sélections et 4 buts avec l'équipe du Mexique entre 1977 et 1986

### Avec le Club América
- Vainqueur de la Coupe des clubs champions de la CONCACAF en 1977, 1987 et 1990
- Vainqueur de la Copa Interamericana en 1977 et 1990
- Vainqueur du Championnat du Mexique en 1976, 1984, 1985, 1985 (Tournoi Prode), 1988 et 1989
- Vainqueur de la Supercoupe du Mexique en 1976, 1988 et 1989

## Carrière entraineur
- 2009-2011 :  Albinegros de Orizaba
- 2011-2014 :  CF La Piedad
- 2014-nov. 2014 :  Veracruz